# Пац, Кшиштоф Константин
Кшиштоф Константин Пац (ок. 1679 — 11 августа 1725, Полоцк) — государственный деятель Великого княжества Литовского, писарь великий литовский (1710—1724), каштелян полоцкий (1724—1725), староста ковенский, пинский и дудский.

## Биография
Представитель литовского магнатского рода Пацов герба «Гоздава». Сын старосты ковенского Николая Анджея Паца (ум. ок. 1710) и Марианны Стадницкой (ум. ок. 1700), внук хорунжего надворного литовского Константина Владислава Паца (1620—1686).
С 1710 года находился при королевском дворе, занимая должность писаря великого литовского. В 1724 году под конец жизни получил звание каштеляна полоцкого. Ему принадлежали староства ковенское, пинское и дудское.

## Семья и дети
Был дважды женат. В 1712 году первым браком женился на Терезе Кристине Сапеге (ум. 1713), дочери воеводы трокского и мстиславского Ежи Станислава Сапеги (ок. 1668—1732) и Изабеллы Елены Полубинской. Дети от первого брака:
- Казимир Пац (ум. до 1740), староста ковенский

В 1715 году вторично женился на княжне Барбаре Огинской (ум. до 1725), дочери воеводы витебского, князя Марциана Михаила Огинского (1672—1750), и Терезы Бжостовской (ум. 1721). Дети от второго брака:
- Тереза Пац, муж — староста hajnecski Михаил Володкович
- Розалия Пац, жена войского ошмянского Кароля Сулистовского
- Антоний Михаил Пац (ум. 1774), писарь великий литовский (1750), полковник литовской армии (1754), староста бортянский